# Thedzso korjói király
Thedzso (hangul: 태조, handzsa: 太祖, RR: Taejo; Szongak (Songak), 877. január 31. – Keszong (Kaesong), 943. július 4.; születési neve Vang Gon) Korjo alapító uralkodója, az első koreai uralkodó, akinek sikerült egyesítenie az egész Koreai-félszigetet.

## Élete
A 9. század végén Silla gyengülni kezdett, lázadások törtek ki. 892-ben Kjon Hvon létrehozta a rövid életű Hupekcsét („kései Pekcse”), 901-ben Kung Je pedig Thebongot (más néven „kései Kogurjo”). Vang Gon apja, Vang Ljung Kung Je alatt szolgált, és fia követte példáját. Vang hamar felhívta magára a figyelmet kiváló katonai képsségeivel, és Kung tábornokká nevezte ki. Számos sikeres szárazföldi és egy tengeri hadjáratot vezetett. 913-ban Thebong főminiszterévé nevezte ki a király. Kung Je azonban lassanként Buddhaként kezdett utalni saját magára és mindenkit kivégeztetett, aki ellenállt vallási nézetein alapuló politikájának, többek között feleségét és két fiát is. 918-ban négy magas rangú tábornok puccsot tervezett ellene, megölték, majd Vang Gont kérték fel, hogy üljön a trónra.
Mindeközben Kjon Hvon, Hupekcse alapítója a negyedik fiát szánta trónörökösnek, azonban az elsőszülött fia ezt nem nézte jó szemmel és magának követelte a trónt. Kjon Hvon ezért inkább összefogott a Kung Jét trónjától megfosztó Vang Gonnal. 
A viszályok ezzel nem szűntek meg, Vang Gonnak csak 930-ban, Andongnál sikerült végleges csapást mérnie Hupekcsére, ekkor Silla is formálisan is behódolt Korjónak, 935-re pedig Hupekcse is teljesen az uralma alá került. Vang Kogurjo legitim örökösének tartotta magát és az ország rövidített nevét adta saját államának: Korjo lett, aminek jelentése „magas hegyek és zubogó vizek”. Sillai és hupekcsei hercegnőket vett feleségül (összesen hat királynéja és 23 további ágyasa volt), ezzel véglegesen összekötve a vérvonalakat és saját udvarába integrálva a sillai és hupekcsei arisztokráciát. Vang volt az első koreai uralkodó, akinek valóban sikerült egyesíteni a Koreai-félszigetet egy állam alá. Nagylelkűen bánt a behódoltakkal, a sillai és hupekcsei arisztokraták földet és hivatali pozíciókat kaptak, a behódoló sillai király például főminiszteri rangot kapott.
A főváros, Kegjong a kor egyik legfényűzőbb településévé vált, Vang Gon palotákat, buddhista templomokat, pavilonok sokaságát építtette fel, fallal vette körül először a királyi palotát, majd az egész várost. Újjáépítette az egykori kogurjói fővárost és Szogjongnak  („nyugati főváros”) nevezte el.
A félsziget egyesítését követően Thedzso nekilátott, hogy visszaszerezze az egykori kogurjói földeket is, királyságát kiterjesztette a Jalu folyóig. 938-ban az akkor Thamna néven ismert Csedzsu-sziget is uralma alá került. Számos reformot vezetett be, bár buddhista volt, szorgalmazta a konfucianista államrendszer bevezetését, föld- és adóreformokat hajtott végre és megengedte, hogy a földet a második vagy harmadik fiúgyermek örökölje, ha az elsőszülött alkalmatlannak bizonyul.

## Családja
- Feleségei és gyermekei:[2]
  - Sinhje királyné (신혜왕후)
  - Csanghva királyné (장화왕후)
    - Hjodzsong (혜종)

  - Sinmjongszunszong királyné (신명순성왕후) 
    - The koronaherceg (태자 태)[* 1]
    - Csongdzsong (정종)
    - Kvangdzsong (광종)
    - Munvon (문원대왕)
    - Csungthong Guksza (증통국사)
    - Nangnang hercegnő (낙랑공주)
    - Hungbang hercegnő (흥방공주)

  - Sindzsong királyné (신정왕후)
    - Tedzsong (대종)[* 2]
    - Temok királyné (대목왕후)

  - Sinszong királyné (신성왕후)
    - Andzsong (안종)[* 3]

  - Csongdok királyné (정덕왕후)
    - Vangjü herceg (왕위군)
    - Ine herceg (인애군)
    - Vondzsang koronaherceg (원장태자)
    - Csoi herceg (조이군)
    - Munhje királyné (문혜왕후)
    - Szoni királyné (선의왕후)
    - ismeretlen hercegnő
    - Honmok nagyasszony (헌목대부인)
    - Szumjong koronaherceg (수명태자)

  - Csongmok asszony (정목부인)
    - Szunan özvegy királyné (순안왕대비)

  - Tongjangvon asszony (동양원부인)
    - Hjomok koronaherceg (효목태자)
    - Hjoun koronaherceg (효은태자)

  - Szukmok asszony (숙목부인)
    - Vonjong koronaherceg (원녕태자)

  - Cshonanbuvon asszony (천안부원부인)
    - Hjoszong koronaherceg (효성태자)
    - Hjodzsi koronaherceg (효지태자)

  - Hunbokvon asszony (흥복원부인)
    - Csik koronaherceg (태자 직)
    - ismeretlen hercegnő

  - Huderjangvon asszony(후대량원부인)
  - Temjongdzsuvon asszony (대명주원부인)
  - Kvangdzsuvon asszony (광주원부인)
  - Szogvangdzsuvon asszony (소광주원부인)
  - Tongszanvon asszony (동산원부인)
  - Jehva asszony (예화부인)
  - Teszovon asszony (대서원부인)
  - Szoszovon asszony (소서원부인)
  - Szodzsonvon asszony (서전원부인)
  - Sindzsuvon asszony (신주원부인)
  - Volhvavon asszony (월화원부인)
  - Szohvangdzsuvon asszony (소황주원부인)
    - Kvangdzsuvon herceg (광주원군)

  - Szongmu asszony (성무부인)
    - Hjodzse koronaherceg (효제태자)
    - Hjomjong koronaherceg (효명태자)
    - Poptung herceg (법등군)
    - Csari herceg(자리군)
    - ismeretlen hercegnő

  - Iszongbuvon asszony (의성부원부인)
    - Iszongbuvon nagyherceg (의성부원대군)

  - Volgjongvon asszony (월경원부인)
  - Mongnjangvon asszony (몽량원부인)
  - Herjangvon asszony (해량원부인)

## Megjelenése a művészetekben
2000-ben a KBS televízió kétszáz részes sorozatot vetített Thedzso életéről, Cshö Szudzsonggal (최수종) a címszerepben.
Vang Gon választható karakter a Civilization III: Play the World és a Civilization IV: Warlords videojátékokban.